# Amurrio (Gerichtsbezirk)
Der Gerichtsbezirk Amurrio ist einer der zwei Gerichtsbezirke in der Provinz Álava.
Der Bezirk umfasst 7 Gemeinden auf einer Fläche von 630,93 km² mit dem Hauptquartier in Amurrio.

## Gemeinden
| Gemeinde               | Einwohner (2024) | Fläche km² | Dichte Einw./km² | Cod INE | Postleitzahl |
| ---------------------- | ---------------- | ---------- | ---------------- | ------- | ------------ |
| Amurrio                | 10.330           | 96,36      | 107              | 01002   | 01470        |
| Arceniega              | 1.856            | 27,45      | 68               | 01004   | 01474        |
| Ayala/Aiara            | 2.942            | 140,85     | 21               | 01010   | 01476        |
| Laudio                 | 17.982           | 37,45      | 480              | 01036   | 01400        |
| Okondo                 | 1.194            | 30,06      | 40               | 01042   | 01409        |
| Urkabustaiz            | 1.462            | 60,49      | 24               | 01054   | 01440        |
| Valdegovía             | 1.072            | 238,27     | 4                | 01055   | 01426        |
| Gerichtsbezirk Amurrio | 36.838           | 630,93     | 58               | –       | –            |